# Seawolves de Seattle
Ne doit pas être confondu avec Seattle Saracens.
Maillots
Actualités
Les Seawolves de Seattle (officiellement en anglais : Seattle Seawolves) est un club américain de rugby à XV basé à Seattle. Créé en 2017, il évolue en Major League Rugby.

## Historique
Alors que le projet de la Major League Rugby est dévoilé en février 2017, la ville de Seattle fait partie des neuf membres initialement désignés, sous l'égide des Seattle Saracens. Le club des Seattle Seawolves est finalement créé dans l'année. Les Seawolves font ainsi partie des sept équipes participant à l'édition inaugurale. Ils remportent par ailleurs cette première édition du championnat.
Le club élit domicile au Starfire Sports.
Une partie des joueurs provient des Seattle Saracens, club affilié à la British Columbia Rugby Union, fédération régionale canadienne de Colombie-Britannique.

## Identité visuelle

### Couleurs
Les couleurs des Seawolves, le bleu foncé et le vert néon, s'inspirent de celles des Seahawks, l'équipe de football américain de la ville évoluant en National Football League.

### Maillots
|  | Domicile 2018-19 |  | Extérieur 2018-19 |  | Domicile 2021- | Extérieur 2021- |  |  |

### Logo

Évolution du logo
Depuis 2017.

## Palmarès
- Major League Rugby :
  - Champion : 2018, 2019.
  - Finaliste : 2022.

## Joueurs et personnalités du club

### Effectif 2025
| Poste            | Nom               | Naissance  | Nationalité sportive | International | Dernier club          | Arrivée au club (année) |
| ---------------- | ----------------- | ---------- | -------------------- | ------------- | --------------------- | ----------------------- |
| Pilier           | Dewald Donald     | 03/02/2000 | Afrique du Sud       | -             | Blue Bulls            | 2022                    |
| Pilier           | Koby Baker        |            | États-Unis           | -             | American Raptors      | 2024                    |
| Pilier           | Kellen Gordon     | 27/04/1988 | États-Unis           | -             | -                     | 2024                    |
| Pilier           | Olive Kilifi      | 28/09/1986 | États-Unis           | 31 (0)        | Utah Warriors         | 2024                    |
| Pilier           | Cameron Orr       | 02/04/1995 | Australie            | -             | Wellington            | 2024                    |
| Pilier           | Mason Pedersen    | 18/09/1996 | États-Unis           | -             | Austin Gilgronis      | 2023                    |
| Pilier           | Chance Wenglewski | 09/04/1997 | États-Unis           | 8 (0)         | Rugby ATL             | 2024                    |
| Pilier           | Juan Pablo Zeiss  | 02/08/1989 | Argentine            | 7 (0)         | Dallas Jackals        | 2025                    |
| Talonneur        | Joe Taufeteʻe     | 04/10/1992 | États-Unis           | 37 (115)      | Houston SaberCats     | 2024                    |
| Talonneur        | DaQuan Perry      | 06/11/1997 | États-Unis           | -             | Rugby New York        | 2024                    |
| Talonneur        | Jackson Zabierek  | 29/08/2000 | États-Unis           |               | American Raptors      | 2024                    |
| Deuxième ligne   | Rhyno Herbst      | 05/07/1996 | Afrique du Sud       | -             | Golden Lions          | 2021                    |
| Deuxième ligne   | Taylor Krumrei    | 02/07/1992 | États-Unis           | -             | NOLA Gold             | 2023                    |
| Deuxième ligne   | Isaia Lotawa      | 19/07/2000 | Fidji                | -             | -                     | 2023                    |
| Deuxième ligne   | Siaosi Mahoni     | 29/01/1997 | États-Unis           | 9 (0)         | Houston SaberCats     | 2025                    |
| Deuxième ligne   | Malembe Mpofu     | 15/02/1996 | Afrique du Sud       | -             | Pumas                 | 2025                    |
| Deuxième ligne   | Jean Droste       | 21/01/1994 | Afrique du Sud       | -             | Cheetahs              | 2024                    |
| Troisième ligne  | Monate Akuei      |            | Kenya                |               | Rugby New York        | 2024                    |
| Troisième ligne  | Reid Davis        |            | Canada               |               | Pacific Pride Academy | 2024                    |
| Troisième ligne  | Charles Elton     | 07/06/1993 | Nouvelle-Zélande     | -             | Eastern Suburbs       | 2023                    |
| Troisième ligne  | Pago Haini        | 16/11/1991 | États-Unis           | -             | Rugby New York        | 2024                    |
| Troisième ligne  | Riekert Hattingh  | 05/03/1994 | États-Unis           | 2 (0)         | Ohio Aviators         | 2017                    |
| Troisième ligne  | Neal Moylett      | 10/09/1999 | Irlande              | -             | Lindenwood University | 2023                    |
| Troisième ligne  | Kara Pryor        | 02/04/1991 | Nouvelle-Zélande     | -             | Rugby New York        | 2024                    |
| Troisième ligne  | Huw Taylor        | 05/06/1996 | Angleterre           |               | RGC 1404              | 2024                    |
| Demi de mêlée    | Ryan Rees         | 28/08/1997 | États-Unis           | 2 (0)         | Rugby ATL             | 2024                    |
| Demi de mêlée    | JP Smith          | 30/03/1994 | Afrique du Sud       | -             | Eastern Province      | 2018                    |
| Demi d'ouverture | Rhys Jones        |            | États-Unis           | -             | Washington University | 2024                    |
| Demi d'ouverture | Mack Mason        | 19/01/1996 | Australie            | -             | Austin Gilgronis      | 2024                    |
| Demi d'ouverture | Sam Windsor       | 13/06/1987 | Australie            | -             | Rugby New York        | 2024                    |
| Demi d'ouverture | Rodney Iona       | 17/08/1991 | Samoa                | 8 (21)        | New Orleans GOLD      | 2025                    |
| Centre           | Tevita Kuridrani  | 31/03/1991 | Australie            | 60 (100)      | Biarritz olympique    | 2024                    |
| Centre           | David Busby       | 03/02/1994 | Irlande              | -             | Ulster                | 2019                    |
| Centre           | Dan Kriel         | 15/02/1994 | Afrique du Sud       | -             | Golden Lions          | 2022                    |
| Centre           | Mika Kruse        | 27/06/1998 | États-Unis           | 4 (5)         | Utah Warriors         | 2025                    |
| Centre           | Tavite Lopeti     | 20/11/1998 | États-Unis           | 5 (5)         | -                     | 2022                    |
| Ailier           | Lauina Futi       | 05/01/1996 | États-Unis           | 3 (5)         | -                     | 2021                    |
| Ailier           | Conner Mooneyham  | 28/03/1996 | États-Unis           | -             | Austin Gilgronis      | 2023                    |
| Ailier           | Toni Pulu         | 28/11/1989 | Niue                 | -             | Western Force         | 2024                    |
| Ailier           | Jeremiah Sio      | 15/11/1999 | États-Unis           | -             |                       | 2023                    |
| Ailier           | Jade Stighling    | 27/05/1993 | Afrique du Sud       | -             | Pumas                 | 2024                    |
| Ailier           | Malacchi Esdale   | 04/05/1995 | États-Unis           | -             | Houston SaberCats     | 2025                    |
| Arrière          | Duncan Matthews   | 24/02/1994 | Afrique du Sud       | -             | Golden Lions          | 2022                    |
| Arrière          | Divan Rossouw     | 13/03/1996 | Namibie              | 1 (0)         | Golden Lions          | 2024                    |

‌

### Joueurs internationaux à XV
- Jeff Hassler
- Jake Ilnicki
- George Barton (en)
- Nakai Penny (en)
- Djustice Sears-Duru
- Brock Staller (en)
- Jacob Flores
- Akihito Yamada
- Obert Nortjé (en)
- Ben Cima (en)
- Andrew Durutalo
- Devereaux Ferris (en)
- Samu Manoa
- Martin Iosefo
- AJ Alatimu
- Ben Landry
- Shalom Suniula (en)

### Autres joueurs
- Tim Metcher (en)
- Mathew Turner (en)

## Bilan par saison
| Saison | Classement | Conférence | Pts | MJ | V  | N | D  | PM  | PE  | Diff  | B  | Phase finale                         |
| ------ | ---------- | ---------- | --- | -- | -- | - | -- | --- | --- | ----- | -- | ------------------------------------ |
| 2018   | 2e         | -          | 29  | 8  | 6  | 0 | 2  | 232 | 188 | + 44  | 5  | Champion                             |
| 2019   | 2e         | -          | 58  | 16 | 11 | 1 | 4  | 498 | 407 | + 91  | 12 | Champion                             |
| 2020   | 4e         | Ouest      | 8   | 5  | 2  | 1 | 2  | 138 | 162 | - 24  | 4  | saison annulée                       |
| 2021   | 5e         | Ouest      | 26  | 16 | 10 | 0 | 6  | 343 | 461 | - 118 | 10 | non qualifié                         |
| 2022   | 4e         | Ouest      | 46  | 16 | 5  | 0 | 11 | 435 | 354 | + 73  | 6  | Finale contre New York (15-30)       |
| 2023   | 2e         | Ouest      | 59  | 16 | 12 | 0 | 4  | 445 | 421 | + 24  | 10 | Demi-finale contre San Diego (10-32) |
| 2024   | 2e         | Ouest      | 57  | 16 | 11 | 0 | 5  | 498 | 373 | + 125 |    | Finale contre New England (11-20)    |